# Блуждающие звёзды (фильм, 1991)
«Блуждающие звёзды» — советский двухсерийный художественный фильм Всеволода Шиловского, снятый в 1991 году по мотивам одноимённого романа Шолом-Алейхема.

## Сюжет
Жители маленького еврейского местечка черты оседлости Лейбка Рафалович, сын местного богача, и дочь кантора Рейзл любят друг друга.
В местечко приезжает бродячий еврейский театр. У Лейбки обнаруживается актерский талант, у Рейзл — вокальный. Оба они бегут вместе с театром, но судьба разводит их по разным странам.
Большой город дарит первый успех молодым актёрам. Приставания директора театра вынуждают Рейзл принять приглашение примадонны Венской Императорской оперы. У Лейбки — успех в Румынии.
Рейзл — оперная звезда, Лейбка — известный драматический актёр. Двух популярных и востребованных артистов судьба сводит в Америке. Она обручилась, хотя тут же расторгла помолвку (увидев Лейбку в спектакле), у него — ребёнок и обязательство обвенчаться. Письмо Рейзл заставляет Лейбку мчаться к отправляющемуся пароходу, где и встречаются две «блуждающих звезды». Встречаются лишь на мгновение, чтобы расстаться. Теперь уже — навсегда.

## В ролях
| Актёр                | Роль                                       |
| -------------------- | ------------------------------------------ |
| Ирина Лачина-Тома    | Рейзл (Роза Спивак)                        |
| Валерий Смецкой      | Лейбка Рафалович (Лео Рафалеску)           |
| Мамука Кикалейшвили  | Бернард Гоцмах (роль озвучил Игорь Ефимов) |
| Софико Чиаурели      | мать Гоцмаха Сора-Броха                    |
| Ольга Кабо           | сестра Гоцмаха Златка                      |
| Вероника Изотова     | Генриетта Швалб                            |
| Игорь Богодух        | Нисл Швалб                                 |
| Станислав Садальский | Ицик Швалб                                 |
| Лев Лемке            | правая рука Щупака Шолом-Меер Муравчик     |
| Владимир Сошальский  | директор театра Альберт Щупак              |
| Татьяна Васильева    | мадам Черняк                               |
| Галина Соколова      | Лея                                        |
| Григорий Лямпе       | кантор Исроэл                              |
| Олег Школьник        | Беня Рафалович                             |
| Светлана Тома        | Бейлка                                     |
| Нина Тер-Осипян      | бабка                                      |
| Лев Котляр           | Аишл                                       |
| Лариса Удовиченко    | Марчелла Эмбрих                            |
| Валентин Никулин     | Кламер                                     |
| Анатолий Равикович   | Стельмах                                   |
| Евгений Герчаков     | Гецл-бен-Гецл                              |

## Съёмочная группа
- Авторы сценария (по одноимённому роману Шолом-Алейхема):
  - Олекса Шеренговой
  - Лев Пискунов
- Режиссёр-постановщик: Всеволод Шиловский
- Оператор-постановщик: Игорь Бек
- Художник-постановщик: Валентин Гидулянов
- Композитор: Александр Журбин
- Текст песен: Павел Глушко

## Песни, звучащие в фильме
- «Вы знаете?»
- «Отец и дочь»
- «Вещие сны»
- «Кабаре»
- «Каждый еврей — король!»
- «Блуждающие звёзды»